# Sisyra arndti
Sisyra arndti is een insect uit de familie sponsvliegen (Sisyridae), die tot de orde netvleugeligen (Neuroptera) behoort. 
Sisyra arndti is voor het eerst wetenschappelijk beschreven door Navás in 1925.